# Jacques Schwob d'Héricourt
Jacques Schwob d'Héricourt, né en 1881 à Héricourt (Haute-Saône) et mort assassiné en 1943 à Auschwitz, est un producteur de cinéma français de l'entre-deux-guerres.

## Biographie
Issu d'une famille juive d'industriels du textile de la Haute-Saône, les Schwob d'Héricourt, il est le cousin germain de Georges Schwob d'Héricourt et de James Schwob d'Héricourt.
Il a une sœur aînée, Suzanne Marguerite (1869-1964), mariée en 1889 avec le frère d'Alfred Dreyfus, Mathieu.
Il produit des films de 1933 à 1940, notamment de Jean Dréville et de Maurice de Canonge.
Interné en 1943 au camp de Drancy (matricule 5594), Jacques Schwob est déporté par le convoi n° 60 du 7 octobre vers Auschwitz, où il est assassiné.
Époux de Jenny Spira (1884-1959), dont il a une fille, Claire, épouse de Pierre Schlumberger.

## Mémoire
Une inscription en sa mémoire se trouve sur la tombe familiale du cimetière de Passy (16e arrondissement de Paris) avec la mention « Mort pour la France ».

## Filmographie
- 1933 : Cent Mille Francs pour un baiser de Georges Delance et de Hubert Bourlon
- 1935 : Deuxième Bureau de Pierre Billon
- 1936 : Une gueule en or de Pierre Colombier
- 1937 : L'Homme à abattre de Léon Mathot
- 1937 : Aloha, le chant des îles de Léon Mathot
- 1938 : Gosse de riche de Maurice de Canonge
- 1938 : Le Joueur d'échecs de Jean Dréville
- 1938 : The Devil Is an Empress de Jean Dréville
- 1938 : Le Capitaine Benoît de Maurice de Canonge
- 1938 : Alerte en Méditerranée de Léo Joannon
- 1939 : Le Feu de paille de Jean Benoît-Lévy
- 1940 : L'Émigrante de Léo Joannon
- 1940 : Le Collier de chanvre de Léon Mathot